# Mötley Crüe
Pour les articles homonymes, voir Motley.
Mötley Crüe est un groupe américain de glam metal, originaire de Los Angeles. Le groupe est formé en 1981 par le bassiste Nikki Sixx et le batteur Tommy Lee, qui sont ensuite rejoints par le guitariste Mick Mars et le chanteur Vince Neil. Les membres du groupe se sont souvent fait remarquer pour leurs modes de vie hédonistes.
Le groupe, dont la carrière connait son apogée dans les années 1980, est l'auteur de chansons tels que Kickstart My Heart, Shout At The Devil, Home Sweet Home, Girls, Girls, Girls, Dr. Feelgood, Looks That Kill, Live Wire ou encore Wild Side. En 2012, Mötley Crüe recense plus de 100 millions d'albums vendus à travers le monde, dont 40 millions aux États-Unis. Le groupe effectue  son dernier concert le 31 décembre 2015 à Los Angeles, filmé pour un DVD paru le 4 novembre 2016,. L'adaptation cinématographique de leur autobiographie, The Dirt, sort en 2019 sur Netflix.

## Historique

### Débuts (1981-1983)
Après avoir quitté le groupe London (en), le bassiste Nikki Sixx rencontre le batteur Tommy Lee (alors batteur du groupe Suite 19). Ils décident de fonder le groupe avec comme guitariste et chanteur Greg leon mais celui-ci quitte le groupe, et sera remplacé par le guitariste Mick Mars, qui imaginera le nom Mötley Crüe (dérivé de l'anglais we're certainly a motley looking like crew, soit « on est un beau bordel qui ressemble à une bande - en l'occurrence, motley crew signifie la bande bordélique »). Le groupe cherche alors un chanteur et sollicite Vince Neil, un ami du lycée de Tommy Lee, mais ce dernier refuse de quitter son groupe Rockandy, jusqu'à ce que celui-ci se sépare. Les membres de Mötley Crüe décident de le recontacter et Vince Neil accepte alors de passer l'audition et d'intégrer le groupe,.
Le groupe se fait vite une réputation à travers les clubs de Los Angeles (notamment à Sunset Boulevard) et s'assure les services du manager Allan Coffman. Ils sortent un premier album sur leur propre label Leathür Records, fraîchement créé, dès novembre 1981 : Too Fast for Love, qui se vend à 20 000 exemplaires. Un an plus tard, le groupe désigne Doc McGhee et Doug Thaler en tant que managers et signe chez Elektra Records, qui ressort Too Fast for Love, en version remixée.

### Succès (1984-1991)
Le groupe, dont les années 1980 seront synonymes de gloire, va marquer les esprits non seulement par sa musique, mais également par son attitude provocante : avec leur style vestimentaire très excentrique, mais également par une consommation importante de drogue et d'alcool. En 1983, ils enregistrent Shout at the Devil, leur album le plus célèbre dont certains titres seront repris dans des bandes originales de jeux vidéo (Too Young to Fall in Love dans Grand Theft Auto: Vice City (VRock OST), puis Shout at the Devil dans la playlist de Guitar Hero 2, et enfin Looks That Kill dans Grand Theft Auto: Vice City Stories (VRock OST). Un an plus tard, Vince Neil passe tout près de la mort, après un grave accident de voiture, provoqué par une conduite en état d'ivresse. Son passager, Razzle Dingley (batteur du groupe Hanoi Rocks), décèdera quelques heures plus tard.
Vince Neil s'en tire avec un peu de prison, quelques heures de travaux d'intérêt général et une amende de 2,5 millions de dollars- s'ensuit une cure de désintoxication. C'est à cette période que le groupe se fixe comme règle d'interdire tout usage d'alcool envers Vince Neil, bien que le reste du groupe, une fois rentré dans leur chambre d'hôtel profite de ce moment de détente pour consommer des drogues (en particulier Nikki Sixx et Tommy Lee, Mick Mars ayant une addiction aux alcools forts). Tout contrevenant devant payer la modique somme de 25 000 $. Pendant cette tournée, Mötley Crüe prend un statut international en faisant les premières parties d'Iron Maiden, d'Ozzy Osbourne et de Kiss. Leur troisième album Theatre of Pain sort en 1985. Il contient les succès Louder than Hell et Home Sweet Home, leur première ballade et plus grand hit à ce jour.
En 1987, c'est la sortie du quatrième album Girls, Girls, Girls. C'est à cette même époque, à la veille de Noël et à la suite de la tournée japonaise que Nikki Sixx manque de mourir d'une double overdose d'héroïne. Il dira par la suite que cette expérience lui a transformé sa vision de la vie. L'album et la tournée resteront, malgré tout, un succès commercial[réf. nécessaire]. Lors de cette tournée, le public peut voir la batterie de Tommy Lee s'élever et tourner sur elle-même au-dessus des spectateurs. Le train de vie débridé des membres de Mötley Crüe manque de mettre en péril le groupe, et leurs managers vont donc leur imposer des cures de désintoxication. Décision sage et payante, puisque le cinquième album Dr. Feelgood (1989) va connaître un succès sans précédent, marquant l'apogée de leur carrière. Ce disque, se classe 1er des charts dès la première semaine de sa sortie. Il donnera naissance à de nombreux tubes, dont les survoltés Dr. Feelgood et Kickstart My Heart, ainsi que les ballades Without You et Don't Go Away Mad. Néanmoins, la même année, Doc McGhee est écarté de la gestion du groupe.

### Déclin (1992-2003)
Les années 1990 sont marquées par les difficultés pour Mötley Crüe, notamment avec le décès, des suites d'un cancer, de la fille de Vince Neil et le fait que ce dernier quitte le groupe le 11 février 1992 (selon certaines rumeurs, le groupe voyait d'un mauvais œil le fait qu'il passe le plus clair de son temps à son passe-temps - les voitures de course). C'est d'ailleurs dans une période très dure pour les groupes de glam metal qui sont menacés et remplacés par le rock alternatif et le grunge. Vince sera remplacé la même année par John Corabi . En 1994, le groupe sort Mötley Crüe, qui se vendra nettement moins que son prédécesseur. Mötley Crüe n'étant pas Mötley Crüe sans Vince Neil, celui-ci reviendra en 1997 pour enregistrer Generation Swine, qui sera malgré tout un échec commercial[réf. nécessaire], dû au changement de style du groupe, quittant le hard rock pour glisser vers un metal alternatif naissant. En 1998, leur contrat avec Elektra Records prend fin, ce qui instaure le doute au sein du groupe. Un an plus tard, Tommy Lee quitte le groupe à la fin de la tournée Generation Swine pour poursuivre une carrière solo, sachant qu'il aura déjà écopé de 4 mois de prison l'année précédente pour avoir battu son ex-femme Pamela Anderson, Lee sera remplacé par Randy Castillo ancien batteur de Ozzy Osbourne .
En 2000, le groupe sort New Tattoo avec Randy Castillo qui marque lui aussi un échec au niveau du nombre d'albums vendus. Malheureusement, Randy Castillo étant gravement malade, il n'assurera pas la tournée et sera remplacé par Samantha Maloney (ex-batteuse de Hole), et décèdera quelques mois après, le 26 mars 2002, des suites d'un cancer. En 2001, les membres de Mötley Crüe publient une autobiographie : The Dirt. Le groupe est à ce moment-là mis de côté par ses membres qui préfèrent se consacrer à leur carrière solo et à leurs activités dans d'autres groupes (Methods of Mayem pour Tommy Lee ; 58 et Brides of Destruction pour Nikki Sixx).

### Retour et regain de succès (2004-2010)

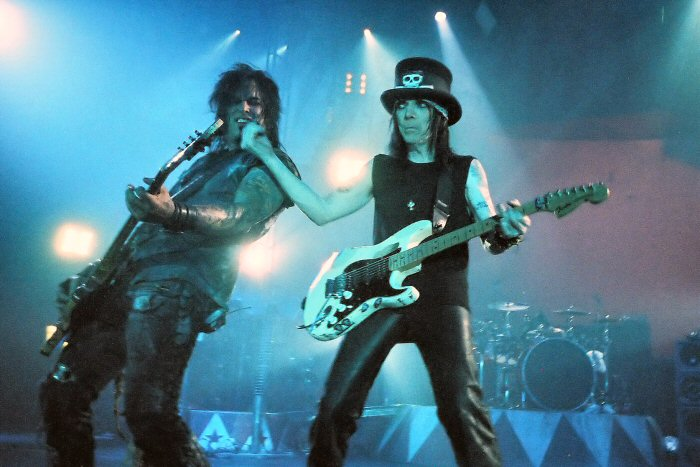
Mötley Crüe, en 2005.

Fin 2004, le groupe se reforme dans sa formation originelle (Neil, Sixx, Mars, Lee) pour enregistrer une compilation : Red, White and Crüe, contenant des morceaux inédits et qui sera suivi d'une tournée mondiale en 2005 qui marque leur retour sur le devant de la scène rock. Un DVD et un CD de la tournée Carnival of Sins sortent en 2006. La tournée Carnival of Sins est un succès, attirant près d'un million de fans à leurs 125 représentations,. Le groupe fait entretemps une apparition dans la série américaine Bones (épisode 26, saison 4) en jouant son propre rôle.
Leur album, Saints of Los Angeles, sort le 24 juin 2008. Saints of Los Angeles a reçu de très bonnes critiques dans l'ensemble et démontre que Mötley Crüe est de retour.[réf. nécessaire] À la suite du lancement de l'album, Mötley Crüe s'est lancé dans une tournée mondiale, avec notamment des dates aux festivals Hellfest et Graspop Metal Meeting en 2009. La même année sort un DVD : Crue Fest (d'un live filmé en 2008). Dans le DVD Crue Fest, plusieurs groupes sont présents : Mötley Crüe, Papa Roach, Buckcherry, Sixx:A.M. et Trapt.

### Événements récents et retraite (2011-2015)
Mötley Crüe participe à une tournée aux côtés du groupe Poison et des New York Dolls en 2011 pour la 30e année d'existence de Mötley Crüe et la 25e année de Poison. Le 30 août 2011, Mötley Crüe, aux côtés de Def Leppard et Steel Panther, annonce une tournée britannique pour décembre 2011. En mars 2012, Mötley Crüe annonce une tournée en co-tête d'affiche avec Kiss, qui démarre le 20 juillet à Bristow, en Virginie, et s'achève le 23 septembre. Plus tôt en 2012, le groupe annonce qu'il travaille sur un nouveau titre, Sex. La chanson sort le 16 juillet 2012, téléchargeable directement sur le site du groupe.
En février 2013, Mötley Crüe annonce leur plus grosse tournée canadienne, avec de nouvelles dates aux États-Unis qui seront dévoilées une fois The Tour avec Kiss terminé en mars 2013 avec quelques dates en Australie. Pendant les dates australiennes avec Kiss, une rumeur annonce que les membres de Mötley Crüe ont discuté de la retraite du groupe et qu'une date a même été fixée, dans un futur plus proche que tous pourraient envisager.
Le groupe retourne en résidence à Las Vegas pour la deuxième fois en 2013. En mars 2013, Nikki Sixx annonce la séparation du groupe après la sortie de leur dernier album, ainsi qu'une toute dernière tournée. Sixx tient à exprimer que le groupe préfère se séparer alors qu'ils se sentent encore au point culminant de leur carrière,,. Vince Neil prévoit par ailleurs la parution d'une nouvelle chanson pour 2014, et une tournée d'adieu aux alentours de 2014 ou 2015. Ils annoncent également l'adaptation cinématique de leur autobiographie The Dirt,,,.
Le 28 janvier 2014 lors d'une conférence de presse au Beacher's Madhouse Theater d'Hollywood, Mötley Crüe annonce les détails de sa prochaine tournée intitulée The Final Tour, qui sera également la dernière, puisque le groupe a pris la décision de se séparer à l'issue de celle-ci à la date du 31 décembre 2015. Cette tournée, intitulée The End prend place exclusivement aux États-Unis dans une première partie de 70 dates, avec Alice Cooper en special guest. La tournée débute à Grands Rapids, Michigan, le 2 juillet 2014. Les membres du groupe ont par ailleurs signé un « contrat de cessation des activités de tournées » qui leur interdit de tourner sous le nom de Mötley Crüe à l'issue de la fin de l'année 2015. Cette tournée américaine sert également à la promotion de l'album de reprises country de Mötley Crüe intitulé Nashville Outlaws : A tribute to Mötley Crüe, sorti en milieu d'année 2014 et de leur film The Dirt, adaptation de la biographie du même nom, devant paraitre sur les écrans en 2015.
Dans une interview, Nikki Sixx évoque la possibilité d'enregistrer par la suite de nouvelles chansons, déclarant : « nous avons écrit des chansons, mais elles ne sont pas encore enregistrées ». Il envisage aussi que ces chansons sortent une par une, au fur et à mesure de leur enregistrement et non plus sous le format classique d'un album complet. Évoquant le processus d'enregistrement il détaille : « c'est difficile, pour être honnête avec vous, de prendre 6 [ou] 9 mois pour écrire onze chansons - et toutes les paroles... tout : les chants, les guitares, la basse, l'acoustique, le mixage, la mastérisation, la création artistique... vous faites tout ça et rien [n'arrive], car désormais chacun sélectionne ses chansons. Donc on s'est dit : "pourquoi ne pas écrire des chansons et trouver un moyen d'en faire une, deux ou quatre qui plairaient à dix millions de personnes plutôt que onze chansons qui ne toucheraient qu'une centaine de milliers de personnes ».
La première partie de la tournée d'adieu s'achève le 22 novembre 2014 à la Spokane Arena de Spokane, Washington aux États-Unis.
Le 15 janvier 2015, le groupe annonce qu'il mettra un terme à sa carrière après une tournée internationale devant passer par le Japon, l'Australie, le Brésil et l'Europe avant de réaliser la deuxième partie de la tournée nord-américaine tout au long de l'année 2015, devant se terminer par un concert au MGM Grand Garden Arena à Las Vegas le 27 décembre 2015 suivi de trois dates au Staples Center de Los Angeles, les 28, 30 et 31 décembre 2015. Un nouveau titre, "All bad things" sort le 20 janvier 2015. Il est diffusé dans les salles de concert avant que le groupe ne monte sur scène. En mai 2015, le groupe et Alice Cooper annoncent une série de 12 dates de concert en Europe lors d'une conférence à Londres.
Le 19 septembre 2015, le groupe joue au festival Rock in Rio sur le mainstage.
Le groupe joue au Staples Center de Los Angeles, en Californie, le 31 décembre 2015, ce concert filmé a fait l'objet d'un DVD intitulé Mötley Crüe : The End paru le 4 novembre 2016.

### Nouveau retour du groupe (2019-2021)
En novembre 2019, certaines rumeurs sur un possible retour de Mötley Crüe ainsi qu'une tournée en compagnie des groupes Poison et Def Leppard commencent à se faire entendre. Une pétition est même lancée par les fans afin de faire revenir le groupe à la suite du regain de popularité dû à la sortie du biopic The Dirt sur Netflix. Le 18 novembre 2019, le groupe annonce officiellement dans une vidéo partagée sur les réseaux sociaux leur grand retour et la destruction de leur contrat les empêchant de rejouer ensemble.
Une tournée mondiale se déroule aux côtés de Def Leppard en 2023-2024 avec un passage par la France au Hellfest en juin 2023. Le groupe sort un nouveau single "Dogs Of War", le 26 avril 2024. C'est leur première chanson avec le nouveau guitariste John 5. 

### Adaptation cinématographique de l'autobiographieThe Dirt(2018)
Annoncé depuis 2013, le biopic consacré à Mötley Crüe entre en production en février 2018, sous la direction de Jeff Tremaine, qui a notamment réalisé Jackass, le film et Bad Grandpa. La distribution est principalement composée d'Iwan Rheon qui incarne le guitariste Mick Mars, Daniel Webber en Vince Neil, Douglas Booth dans le rôle du bassiste Nikki Sixx. Quant à Tommy Lee, il est interprété par le rappeur Machine Gun Kelly.
Le film est sorti sur Netflix le 22 mars 2019.

## Influence
Crüe Ball, un jeu vidéo de flipper sur le thème de Mötley Crüe, intègre certaines des chansons du groupe, en particulier leur plus grand succès Dr. Feelgood et Live Wire et Home Sweet Home
En 2006 le groupe a reçu une étoile sur le Hollywood walk of fame ,.

## Membres

### Membres actuels
- Nikki Sixx – guitare basse, clavier, chœurs (1981–2015, depuis 2019)
- Tommy Lee – batterie, percussions, piano, chœurs (1981–1999, 2004–2015,depuis 2019)
- Vince Neil – chant, guitare rythmique, harmonica (1981–1992, 1997–2015,depuis 2019)
- John 5 - guitare, chœurs (depuis 2023)

### Anciens membres
- Mick Mars – guitare, chœurs (1981–2015, 2019-2023)
- John Corabi – chant, guitare rythmique, piano (1992–1996)
- Randy Castillo – batterie, percussions (1999–2002)
- Samantha Maloney – batterie, percussions (2002–2004)[35]

### Membres de tournée
- John 5 guitare , (depuis 2022)
- Samantha Maloney – batterie, percussions (2000–2002)[35]
- Will Hunt – batterie, percussions (12 juin 2007)[36]
- Morgan Rose – batterie, percussions (août 2009)[36]
- Frank Zummo – batterie, percussions (août 2009)[37]

## Discographie

### Album studio
- 1981 : Too Fast for Love
- 1983 : Shout at the Devil
- 1985 : Theatre of Pain
- 1987 : Girls, Girls, Girls
- 1989 : Dr. Feelgood
- 1994 : Mötley Crüe
- 1997 : Generation Swine
- 2000 : New Tattoo
- 2008 : Saints of Los Angeles

### Album live
- 1999 : Live: Entertainment or Death
- 2006 : Carnival of Sins Live
- 2016: the end: live in Los Angeles

### Compilation
- 1991 : Decade of Decadence
- 1998 : Greatest Hits
- 1999 : Supersonic and Demonic Relics
- 2003 :  The Best of Mötley Crüe
- 2005 :  Red, White & Crüe
- 2009 :  Greatest Hits
- 2019 : the dirt soundtrack

## Tournées
- 1981: "Anywhere, USA Tour" (Nord Californie )
- 1981–1982: "Boys in Action Tour"
- 1982: "Crüesing Through Canada Tour"
- 1983–1984: "Bark at the Moon Tour" (Monde) avec Ozzy Osbourne
- 1985–1986:  "Welcome to the Theatre of Pain Tour"
- 1987–1988: "Girls, Girls, Girls Tour" (Monde)
- 1989: Moscow Music Peace Festival Tour (former USSR)
- Octobre 1989–août 1990: "Dr. Feelgood World Tour"
- 1991: "Monsters of Rock Tour"
- 1994: "Anywhere There's Electricity Tour (Amérique et Japon )"
- 1997: "Live Swine Listening Party Tour"
- 1997: "Mötley Crüe vs. The Earth Tour"
- 1998–1999: "Greatest Hits Tour"
- juin-septembre 1999: Maximum Rock Tour
- 1999: "Welcome to the Freekshow Tour"
- 2000: "Maximum Rock 2000 Tour"
- 2000: "New Tattoo Tour (Japon)"
- 2005: "Red, White & Crüe ... Better Live Than Dead Tour"
- 2005–2006: "Carnival of Sins Tour"
- Septembre-Décembre 2006: "Route of All Evil Tour"
- 2007: "Mötley Crüe Tour"
- juillet-Septembre 2008: "Crüe Fest Tour"
- octobre 2008–juillet 2009: "Saints of Los Angeles Tour"
- juillet-septembre 2010: "Crüe Fest 2 Tour"
- 2010: "The Dead of Winter Tour" (Canada)
- 2010: "Ozzfest Tour"
- 2011: "Glam-A-Geddon Tour"
- Octobre 2011: "Mötley Crüe 30th Anniversary Tour" (Japon)
- 2011: "Mötley Crüe England Tour"
- 2012: "European Tour"
- Juillet 2012–Mars 2013: "The Tour"
- Avril-juillet 2013: "North American Tour"
- Juillet 2014–Décembre 2015: "The Final Tour"
- juin-septembre 2021: "The Stadium Tour"